# Hush (альбом Everglow)
Hush (стилізується H: U:S: H) — другий сингл-альбом південнокорейського дівчачого гурту Everglow. Реліз відбувся 19 серпня 2019 року під лейблом Yuehua Entertainment. Сингл-альбом складається з трьох треків: «Hush», титульний сингл «Adios» та «You Don't Know Me»

## Передумови та реліз
4 серпня 2019, Yuehua Entertainment анонсували що Everglow вперше повернуться з другим сингл-альбомом Hush.
6-8 серпня виходили концепт-фото камбеку. 11 серпня вийшов список пісень, складаючись з трьох пісень: «Hush», титульний сингл «Adios» та «You Don't Know Me».
Музичний тизер «Adios» випустили 14 серпня, а 19 серпня випустили повне музичне відео разом з синглом.

## Просування
19 серпня Everglow виступили вживу з піснями «Adios» та «You Don't Know Me».
22 серпня гурт почав просування «Adios» на шоу Mnet ⁣ — ⁣M Countdown, після чого виступили на KBS Music Bank, MBC Show! Music Core та SBS Inkigayo.
24 вересня 2019, Everglow здобули свою першу перемогу на музичній програмі The Show.

## Комерційний результат
Hush дебютували на 5 місці у південнокорейському Gaon Album Chart. Пісні «Adios», «Hush» та «You Don't Know Me» дебютували у Billboard World Digital Songs на 2, 8 та 10 місці, відповідно.

## Список пісень
| #    | Назва               | Автор слів       | Автор музики                                             | Аранжування              | Тривалість |
| ---- | ------------------- | ---------------- | -------------------------------------------------------- | ------------------------ | ---------- |
| 1.   | «Hush»              | Lee Bo-ra, 72    | Melanie Fontana, Lena Leon, Michel “Lindgren” Schulz, 72 | Michel “Lindgren” Schulz | 2:44       |
| 2.   | «Adios»             | Seo Ji-eum, 72   | Olof Lindskog, Hayley Aitken, Gavin Jones, 72            | Ollipop                  | 3:09       |
| 3.   | «You Don't Know Me» | Kang Jung-ah, 72 | Olof Lindskog, Ludwig Lindell, Hayley Aitken, 72         | Ollipop, Ludwig Lindell  | 3:09       |
| 9:02 |                     |                  |                                                          |                          |            |

## Чарт
| Чарт (2019)                | Пікова позиція |
| -------------------------- | -------------- |
| South Korean Albums (Gaon) | 5              |

## Нагороди і номінації
| Видавець | Список                            | Пісня   | Місце | Прим.  |
| -------- | --------------------------------- | ------- | ----- | ------ |
| Dazed    | The 20 best K-pop songs of 2019   | «Adios» | 19    | [ 9 ]  |
| BuzzFeed | 30 best K-pop songs of 2019       | «Adios» | 5     | [ 10 ] |
| BuzzFeed | 30 best K-pop music video of 2019 | «Adios» | 30    | [ 11 ] |

### Нагороди музичних програм
| Програма           | Дата            | Прим.  |
| ------------------ | --------------- | ------ |
| The Show (SBS MTV) | 24 вересня 2019 | [ 12 ] |

## Історія релізу
| Південна Корея | 19 серпня 2019 |                              |                    |
| Південна Корея | 19 серпня 2019 | CD                           | Yuehua Stone Music |
| Інші           | 19 серпня 2019 | завантаження музики стримінг | Yuehua Stone Music |